# Instytut Amerykanistyki i Studiów Polonijnych Uniwersytetu Jagiellońskiego
Instytut Amerykanistyki i Studiów Polonijnych Uniwersytetu Jagiellońskiego – jednostka naukowo-dydaktyczna, wchodząca w skład Wydziału Studiów Międzynarodowych i Politycznych UJ. 

## Kierunki studiów
Instytut prowadzi studia na następujących kierunkach:
- studia I stopnia (licencjackie)
  - amerykanistyka
  - latynoamerykanistyka
  - migracje międzynarodowe[1]
- studia II stopnia (magisterskie):
  - amerykanistyka[2]

## Władze
- dyrektor: dr hab. Łukasz Kamieński, prof. UJ
- zastępca dyrektora ds. dydaktycznych: dr Agnieszka Małek[3]

## Struktura

### Zakład Amerykanistyki
- kierownik: dr hab. Łukasz Kamieński, prof. UJ
- profesorowie i doktorzy habilitowani: 
  - prof. dr hab. Paweł Laidler
  - dr hab. Łukasz Wordliczek, prof. UJ
  - dr hab. Małgorzata Zachara-Szymańska, prof. UJ
  - dr Patrick Vaughan, prof. UJ

### Zakład Kultury Amerykańskiej
- kierownik: dr hab. Radosław Rybkowski, prof. UJ
- profesorowie i doktorzy habilitowani:
  - dr hab. Garry Robson, prof. UJ
  - dr hab. Jolanta Szymkowska-Bartyzel, prof. UJ

### Zakład Ameryki Łacińskiej
- kierowniczka: dr. hab. Agnieszka Gondor-Wiercioch(inne języki), prof. UJ
- doktorzy habilitowani: 
  - dr hab. Anna Bartnik
  - dr hab. Marta Kania

### Katedra Studiów Kanadyjskich
- kierowniczka: prof. dr hab. Anna Reczyńska
- profesorowie i doktorzy habilitowani:
  - dr hab. Marta Kijewska-Trembecka, prof. UJ
  - dr hab. Magdalena Paluszkiewicz-Misiaczek

### Katedra Migracji i Stosunków Etnicznych
- kierowniczka: prof. dr hab. Dorota Praszałowicz(inne języki)
- profesorowie i doktorzy habilitowani:
  - dr hab. Jan Lencznarowicz, prof. UJ
  - dr hab. Ewa Michna, prof. UJ